# Lori McKenna

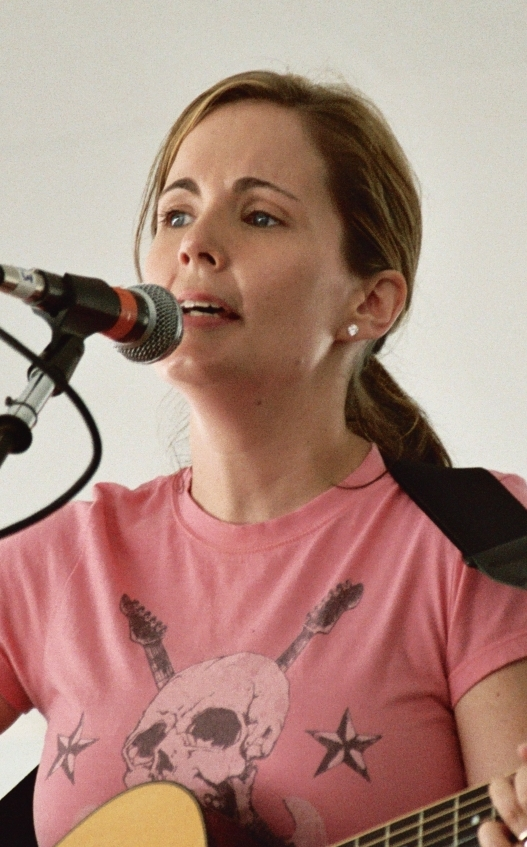
McKenna 2006 beim New Bedford Summerfest

Lorraine „Lori“ McKenna (* 22. Dezember 1968 in Stoughton, Massachusetts als Lorraine Giroux) ist eine US-amerikanische Folk- und Countrymusikerin.

## Karriere
Obwohl Lori McKenna sich bereits als Jugendliche musikalisch betätigte, begann sie erst recht spät ihre Musikkarriere. Sie war 32 Jahre alt, als sie sich mit ihren Auftritten etabliert hatte und ihr erstes Album Paper Wings and Halo bei einem Independent-Label veröffentlichte. Erst das vierte Album Bittertown brachte ihr jedoch die Aufmerksamkeit, die zu einem Plattenvertrag mit dem Major-Label Warner führte. Faith Hill hatte auf ihrem Nummer-eins-Album Fireflies zwei Songs des Albums sowie den Titelsong von McKenna gecovert.
Es dauerte bis 2007 bis zur ersten Major-Veröffentlichung. Das Album Unglamorous erreichte zwar Platz 1 der Heatseeker-Charts, erfüllte aber ansonsten trotz einer Billboard-200-Platzierung nicht die Erwartungen. Dem Label blieb McKenna aber als Songwriterin erhalten und viele bekannte Künstler wie Keith Urban, Alison Krauss und Little Big Town nahmen ihre Lieder auf. Als Musikerin verlegte sie sich wieder auf Independent-Veröffentlichungen und war mit Alben wie Lorraine (2011) und The Bird and the Rifle (2016) in den Top 10 der Folkcharts vertreten.
Letztgenanntes Album entstand nach ihrem Wechsel zum Musikverlag Creative Nation. Die neue Zusammenarbeit sowie die Arbeit mit dem Produzenten Dave Cobb brachte ihr auch weitere Songwriting-Erfolge. 2016 wurde das Lied Girl Crush von Little Big Town, bei dem sie Co-Autorin war, für einen Grammy als Song und als Countrysong des Jahres nominiert. Der Sieg in der Country-Kategorie brachte ihr ihren ersten Grammy. Das Lied wurde außerdem bei den CMA Awards als Song des Jahres ausgezeichnet. Ein Jahr später wiederholte sie den Sieg bei den CMA Awards mit dem Lied Humble and Kind, das sowohl in ihrer eigenen, als auch einer Version von Tim McGraw veröffentlicht worden war. Der Song brachte ihr auch den zweiten Grammy-Award, weitere Nominierungen gab es für ihr eigenes Album The Bird and the Rifle und ihren Song Wreck You.

## Diskografie
Alben
- Paper Wings and Halo (2000)
- Pieces of Me (2001)
- The Kitchen Tapes (2004)
- Bittertown (2004)
- Unglamorous (2007)
- Lorraine (2011)
- Massachusetts (2013)
- Numbered Doors (2014)
- The Bird and the Rifle (2016)
- The Tree (2018)